# Liratella
Liratella is een geslacht van vliesvleugeligen uit de familie Eucharitidae. De wetenschappelijke naam van dit geslacht is voor het eerst geldig gepubliceerd in 1913 door Girault.

## Soorten
Het geslacht Liratella is monotypisch en omvat slechts de volgende soort:
- Liratella nigra Girault, 1913